# 鷲と鷹 (1950年の映画)
鷲と鷹（わしとたか、en:The Eagle and the Hawk）は、1950年に公開されたアメリカ合衆国の西部劇映画。
監督ルイス・R・フォスター。脚本ルイス・R・フォスター、ダニエル・マインウォーニング。出演ジョン・ペイン、ロンダ・フレミング、デニス・オキーフ、トーマス・ゴメス、フレッド・クラーク、フランク・フェイレン。映画はパラマウント・ピクチャーズによって1950年5月30日に公開された。

## キャスト
| 役名             | 俳優                     | 日本語吹替                                      |
| 役名             | 俳優                     | 日本テレビ版                                    |
| ---------------- | ------------------------ | ----------------------------------------------- |
| トッド           | ジョン・ペイン           | 小林恭治                                        |
| フィット         | デニス・オキーフ         | 日下武史                                        |
| マドリン         | ロンダ・フレミング       | 翠準子                                          |
| マルガリータ     | マルガリータ・マーティン | 伊東阿津子                                      |
| ロベルト         | エドゥアルド・ノリエガ   | 矢島正明                                        |
| 鷹将軍(ガビラン) | トーマス・ゴメス         | 若山弦蔵                                        |
| ダンジガー       | フレッド・クラーク       | 千葉順二                                        |
| ハイアット       | フランク・フェイレン     | 和田啓                                          |
| 不明 その他      | N/A                      | 峰恵研 谷国由起子 日笠潤一 田の中勇 大川義幸    |
| 日本語版スタッフ |                          |                                                 |
| 演出             | 演出                     | 小松亘弘                                        |
| 翻訳             | 翻訳                     | 山田小枝子                                      |
| 効果             |                          |                                                 |
| 調整             |                          |                                                 |
| 制作             | 制作                     | ニュージャパンフィルム                          |
| 解説             |                          |                                                 |
| 初回放送         | 初回放送                 | 1962年12月16日 『日曜ロードショー』 20:00-21:25 |